# Miguel Avellán
Miguel Avellán, OFM (24 de abril de 1580 - outubro de 1650) foi um prelado católico romano que serviu como bispo auxiliar de Toledo de 1633 a 1650.

## Sucessão episcopal
Como bispo auxiliar de uma importante arquidiocese espanhola, participou em muitas consagrações de bispos do país, servindo como consagrador principal de:
- Antonio González Acevedo, Bispo de Almeria (1634);

e co-consagrador principal de:
- Marcos Ramírez de Prado y Ovando
- Bartolomé Santos de Risoba
- Antonio Valdés Herrera
- Diego Castejón Fonseca
- Luis García Rodríguez
- Diego Arce Reinoso
- Diego Serrano Sotomayor
- Juan Velasco Acevedo
- Juan Alonso y Ocón
- Diego Rueda Rico
- Mauro Diego de Tovar y Valle Maldonado
- Antonio Guzmán Cornejo
- Domingo Ramírez de Arellano
- Pedro Rosales Encio
- Hernando de Ramírez y Sánchez
- José de Argáiz Pérez
- Juan Piñeiro Osorio
- Antonio Paiño Sevilla
- Juan Sánchez Alonso de Guevara
- Pedro Urbina Montoya
- Juan Juániz de Echalar
- Juan Ortiz de Zárate (bishop)
- Juan del Pozo Horta
- Francisco Torres Grijalba